# Georg (Schaumburg-Lippe)

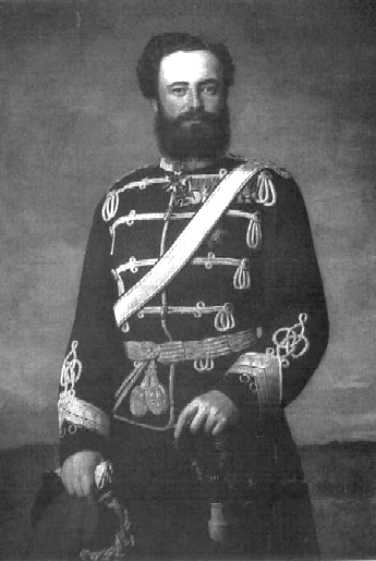
Fürst Georg zu Schaumburg-Lippe

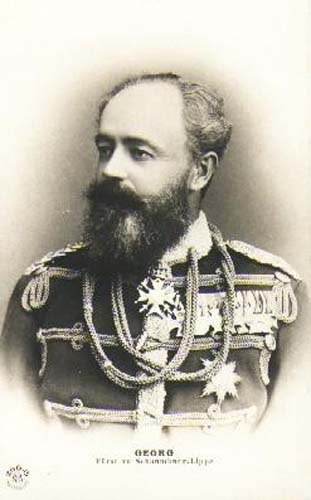
Georg zu Schaumburg-Lippe

Stephan Albrecht Georg zu Schaumburg-Lippe (* 10. Oktober 1846 in Bückeburg; † 29. April 1911 ebenda) war von 1893 bis 1911 Fürst zu Schaumburg-Lippe.

## Leben
Fürst Georg wurde am 10. Oktober 1846 in Bückeburg geboren. Er war der Sohn von Fürst Adolf I. zu Schaumburg-Lippe (1817–1893) und Hermine zu Waldeck-Pyrmont (1827–1910), der Tochter von Fürst Georg Heinrich zu Waldeck-Pyrmont und Emma von Anhalt-Bernburg-Schaumburg-Hoym. Nach einer ersten militärischen Ausbildung bezog er die Universität Göttingen und widmete sich als Offizier des Schaumburg-Lippischen Jägerbataillons dem Militärwesen.
Nachdem aufgrund der zwischen Preußen und Schaumburg-Lippe 1867 geschlossenen Militärkonvention das 7. Westfälische Jägerbataillon von Kleve nach Bückeburg verlegt worden war, bekleidete er in diesem den Rang eines Hauptmanns. Er nahm – ebenso wie sein Vater – 1870/71 am Frankreichfeldzug teil und diente später beim 11. Husarenregiment in Düsseldorf; 1876 wurde er zu dem Leibgardehusarenregiment in Potsdam versetzt, bei dem er bis 1879 verblieb.
Nach ihm ist die Zeche Georgschacht in Stadthagen benannt.
Am 8. Mai 1893 starb Fürst Adolf I. Georg, und Georg trat die Regierung an.

## Ehe und Nachkommen
Am 16. April 1882 heiratete er in Altenburg Prinzessin Marie Anna von Sachsen-Altenburg, die Tochter von Prinz Moritz von Sachsen-Altenburg und Auguste von Sachsen-Meiningen. Aus der Ehe gingen neun Kinder hervor:
- Adolf II. (1883–1936, Flugzeugunfall)

⚭ 1920 (in nicht hausgesetzmäßiger Ehe) Ellen, geb. Bischoff-Korthaus, 1919 geschiedene Prinzessin (Eberwyn) zu Bentheim und Steinfurt (1894–1936, Flugzeugunfall)
- Moritz Georg (1884–1920) unverheiratet
- Peter (*/† 1886)
- Wolrad (1887–1962)

⚭ 1925 Bathildis zu Schaumburg-Lippe (1903–1983)
- Stephan (1891–1965)

⚭ 1921 Ingeborg von Oldenburg (1901–1996)
- Heinrich (1894–1952)

⚭ 1933 Marie Erika von Hardenberg (1903–1964)
- Margarethe (1896–1897)
- Friedrich Christian (1906–1983)

⚭ 1927 Alexandra zu Castell-Rüdenhausen (1904–1961)
⚭ 1962 Marie-Luise von Schleswig-Holstein-Sonderburg-Glücksburg (1908–1969)
⚭ 1971 Hèlène Mayr (1913–2006)
- Elisabeth (1908–1933)

⚭ 1928 (geschieden) Benvenuto Hauptmann (1900–1965), Sohn des Literaturnobelpreisträgers Gerhart Hauptmann und der Margarete geb. Marschalk
⚭ 1930 Johann Freiherr Herring von Frankensdorff (1891–1971)

## Gedenkmedaille zur Silberhochzeit
Eine am Band tragbare Silbermedaille zum 25-jährigen Ehejubiläum schuf der Medailleur Max von Kawaczynski 1907. Sie zeigt  avers „die naturgetreuen Bildnisse des Fürstenpaares“ und auf der Rückseite zwei behelmte Wappen – das Wappenschild von Schaumburg-Lippe und das Schild von Sachsen-Altenburg – „in gotischem Stil“. In einer zeitgenössischen Darstellung aus dem Entstehungsjahr wurde die Arbeit des Schöpfers dieser Medaille beschrieben und dabei insbesondere die „stilechte und heraldisch korrekte Zeichnung“ für die gestiftete "Gedenkmünze" gewürdigt.